# Hunnewell (Kansas)
Hunnewell es una ciudad del condado de Sumner, Kansas, Estados Unidos. Tiene una población estimada, a mediados de 2022, de 42 habitantes.

## Geografía
La localidad está ubicada en las coordenadas 37°0′15″N 97°24′27″O / 37.00417, -97.40750 (37.004128, -97.407613).

## Demografía
Según la estimación 2018-2022 de la Oficina del Censo, los ingresos medios de los hogares de la localidad son de $47,500 y los ingresos medios de las familias son de $61,250. Alrededor del 50.0% de la población está por debajo de la línea de pobreza.